# Turchia ai Giochi della XX Olimpiade
La Turchia partecipò ai Giochi della XX Olimpiade che si sono svolti a Monaco di Baviera dal 26 agosto all'11 settembre 1972, con una delegazione di 43 atleti impegnati in 8 discipline per un totale di 48 competizioni.
Portabandiera fu il lottatore Gıyasettin Yılmaz, alla sua terza Olimpiade. Il bottino della squadra, alla sua dodicesima partecipazione ai Giochi estivi, fu di una medaglia d'argento conquistata da Vehbi Akdağ, anch'egli lottatore.

## Medaglie
| Medaglia | Nome        | Sport        | Evento     |
| -------- | ----------- | ------------ | ---------- |
| Argento  | Vehbi Akdağ | Lotta libera | Pesi piuma |